# Federazione cestistica di Gibuti
La Federazione cestistica di Gibuti è l'ente che controlla e organizza la pallacanestro a Gibuti.
La federazione controlla inoltre la nazionale di pallacanestro di Gibuti. Ha sede a Gibuti e l'attuale presidente è Ahmed Daher God.
È affiliata alla FIBA dal 1979 e organizza il campionato di pallacanestro di Gibuti.